# هيو كامبل والاس
هيو كامبل والاس (بالإنجليزية: Hugh Campbell Wallace)‏ هو دبلوماسي أمريكي، ولد في 10 فبراير 1864 في لكسينغتون في الولايات المتحدة، وتوفي في 1931 في تاكوما في الولايات المتحدة.